# Pectidinae
Pectidinae (Less., 1830) è una sottotribù di piante spermatofite dicotiledoni appartenenti alla famiglia Asteraceae (sottofamiglia Asteroideae, tribù Tageteae).

## Etimologia
Il nome di questa sottotribù deriva dal suo genere tipo (Pectis L.) che a sua volta deriva dalla greco pecten e fa riferimento ai margini ciliati delle foglie di alcune specie del genere.

Il nome scientifico è stato proposto per la prima volta dal botanico tedesco Christian Friedrich Lessing (Syców, 1809 – Krasnojarsk, 1862) nella pubblicazione "Linnaea 5(1): 134 (Jan 1830)" del 1830.

## Descrizione
Le specie di questa sottotribù hanno un habitus erbaceo annuale o perenne, in alcuni casi sono presenti degli arbusti oppure erbe a portamento acquatico. In genere queste piante sono aromatiche.
Le foglie lungo il caule sono disposte sia in modo alterno che opposto. La lamina può avere una forma intera o lobata. La superficie può essere ricoperta da ghiandole pustolose o pellucide (ghiandole ricoperte da una membrana trasparente), altre volte questi organi sono incorporati nelle foglie. In altre specie sono presenti delle setole (o ciglia) nella parte terminale dei lobi o disperse lungo i margini; oppure le ciglia sono circoscritte nella parte basale della foglia.
Le infiorescenze sono composte da capolini di tipo radiato o discoide in posizione terminale, sia solitari che numerosi, in questo caso sono raccolti in aperte pannocchie; raramente sono raccolti in cime corimbose.  I capolini sono formati da un involucro composto da diverse squame (o brattee) al cui interno un ricettacolo fa da base ai fiori di due tipi: quelli esterni del raggio e quelli più interni del disco. Gli involucri hanno delle forme cilindriche, a spirale, campanulate o emisferiche; in alcuni casi sono sottesi da un calice (ossia delle squame esterne alla base dell'involucro). Le squame sono disposte su più serie (da 1 a 5), libere o parzialmente o completamente connate; normalmente hanno delle forme da lineari a ovate. Il ricettacolo ha una forma da piatta a conica; è privo di pagliette a protezione della base dei fiori.
Formula fiorale: per queste piante viene indicata la seguente formula fiorale:
* K 0/5, C (5), A (5), G (2), infero, achenio
I fiori sono tetraciclici (a cinque verticilli: calice – corolla – androceo – gineceo) e pentameri (ogni verticillo ha 5 elementi). I fiori del raggio (quelli ligulati) sono femminili e fertili; i lobi delle corolle sono papillosi sulla faccia superiore. I fiori del disco (quelli tubulosi), sono ermafroditi, fertili (raramente sono funzionalmente maschili). Le corolle sono da sparsamente a moderatamente ricoperte di tricomi ghiandolari; sono inoltre attinomorfe o zigomorfe. Il calice è ridotto ad una coroncina di squame.
L'androceo è formato da 5 stami con filamenti liberi e antere saldate in un manicotto circondante lo stilo. Le appendici delle antere hanno forme da lanceolate a ovate; possono essere molto ridotte e prive di tricomi ghiandolari; normalmente sono provviste di densi tessuti sclerificati. Diametro del polline: 25 - 40 micrometri.
Il gineceo ha un ovario uniloculare infero formato da due carpelli.. Lo stilo è unico e con due stigmi nella parte apicale. Gli stigmi hanno forme da acute a strettamente affusolate. Le superfici stigmatiche sono strette o ampie e sempre parallele e mai confluiscono agli apici. Le appendici sono assenti (o raramente ridotte) o ben sviluppate e lunghe come la parte stigmatica con forme da acute a deltate; talvolta sono cilindriche e densamente papillose.
I frutti sono degli acheni con pappo. Gli acheni hanno una forma da cilindrica a strettamente fusiforme o obpiramidale; raramente sono compressi o strettamente biconvessi. La superficie è nera o marrone, da sparsamente a densamente ricoperta di peli. Il carpoforo è ben sviluppato. Il pappo è formato da poche o tante scaglie o setole disposte fino a 3 serie; le scaglie normalmente sono divise in più setole e le setole sono barbellate di colore paglierino, raramente rosso o purpureo. In alcuni casi le scaglie si alternano alle setole.

## Distribuzione e habitat
La sottotribù è ampiamente distribuita nelle regioni Neotropicali (dagli USA meridionali, al Messico e fino all'Argentina). Poche specie (Tagetes) si trovano anche nell'Eurasia (per lo più sono coltivate come piante ornamentali). L'habitat è vario a parte alcuni generi come Pectis che avendo il percorso fotosintetico di tipo C4 hanno avuto il vantaggio di occupare una varietà di habitat caldi e asciutti tra deserti, praterie tropicali e subtropicali, oppure terreni secchi di tipo arbustivo comprese spiagge tropicali.

## Tassonomia
La famiglia di appartenenza delle Pectidinae (Asteraceae o Compositae, nomen conservandum) è la più numerosa del mondo vegetale e comprende oltre 23000 specie distribuite su 1535 generi (22750 specie e 1530 generi secondo altre fonti). La sottofamiglia (Asteroideae) è una delle 12 sottofamiglie nella quale è stata suddivisa la famiglia Asteraceae, mentre Tageteae è una delle 21 tribù della sottofamiglia. La tribù Tageteae a sua volta è suddivisa in 6 sottotribù, una delle quali è quella di questa voce.

Il numero cromosomico delle specie della sottotribù varia da 2n = 14 a 2n = 30.

### Filogenesi

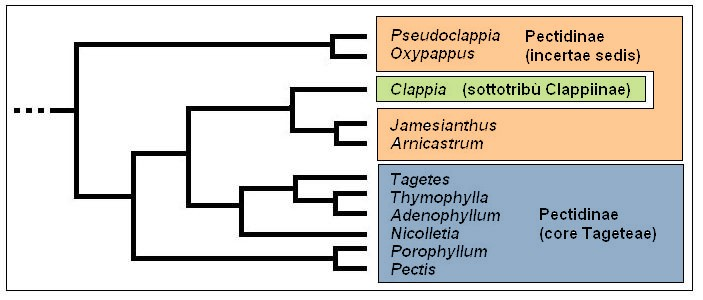
Cladogramma della sottotribù

Tradizionalmente i generi della sottotribù Pectidinae sono inclusi nella tribù Heliantheae. In passato Pectidinae aveva avuto anche il rango di tribù (Strothre, 1977) per la particolare caratteristica di produrre numerosi monoterpeni capaci di scoraggiare l'attacco degli insetti. Ma recenti analisi di tipo filogenetico sul DNA  hanno evidenziato un clade ben supportato per costituire una tribù autonoma, in particolare la sottotribù Pectidinae rappresentano il "core" delle Tageteae. Il cladogramma a lato, tratto dalla pubblicazione citata e semplificato, mostra la posizione filogenetica di alcuni generi della sottotribù. Nel cladogramma sono indicati anche alcuni generi (qui sotto elencati) la cui posizione è ancora da definire all'interno della tribù Tageteae (incertae sedis:
- Arnicastrum Greenm., 1903 (2 specie) - Distribuzione: Messico.
- Jamesianthus S.F. Blake & Sheriff, 1940 (1 specie: Jamesianthus alabamensis S.F. Blake & Sheriff) - Distribuzione: USA (sud-est).
- Oxypappus Benth., 1845 (1 specie: Oxypappus scaber Benth.) - Distribuzione: Messico (meridionale e occidentale).
- Pseudoclappia Rydb., 1923 (2 specie) - Distribuzione: USA (sud-ovest) e Messico (nord-est).
- Clappia A. Gray, 1859 (1 specie: Clappia suaedifolia Wooton & Standl.) - Distribuzione: USA (sud-ovest) e Messico (nord-est).

Quest'ultimo genere alcuni Autori lo circoscrivono nella sottotribù Clappiinae H.Rob. (tribù Tageteae).

### Generi della sottotribù
La sottotribù nell'attuale circoscrizione comprende 21 generi e circa 230 specie.

| Genere                                                 | N. specie                             | Distribuzione                                                             |
| ------------------------------------------------------ | ------------------------------------- | ------------------------------------------------------------------------- |
| Adenophyllum Pers., 1807                               | circa 10 spp.                         | USA, Messico, America centrale e Cuba                                     |
| Bajacalia Loockernman, B.L. Turner & R.K. Jansen, 2003 | 3 spp.                                | Baja California e Messico                                                 |
| Boeberastrum (A. Gray) Rydb., 1915                     | 2 spp.                                | Baja California e Messico                                                 |
| Boeberoides (DC.) Strother, 1986                       | 1 sp. (B. grandiflora (DC.) Strother) | Messico                                                                   |
| Chrysactinia A. Gray, 1977                             | 6 spp.                                | USA (sud ovest) e Messico (nord)                                          |
| Comaclinium Scheidw. & Planch., 1852                   | 1 sp. (C. montanum (Benth.) Strother) | dal Messico a Panama                                                      |
| Dysodiopsis (A. Gray) Rydb., 1915                      | 1 sp. (D. tagetoides Rydb.)           | USA (centro-sud)                                                          |
| Dyssodia Cav., 1801                                    | circa 5 spp.                          | USA, Messico e Guatemala                                                  |
| Gymnolaena (DC.) Rydb., 1915                           | 3 spp.                                | Messico                                                                   |
| Harnackia Urb., 1925                                   | 1 sp. (H. bisecta Urb.)               | Cuba (orientale)                                                          |
| Hydropectis Rydb., 1914                                | 3 spp.                                | Messico (occidentale)                                                     |
| Lescaillea Griseb., 1866                               | 1 sp. (L. equisetiformis Griseb.)     | Cuba (occidentale)                                                        |
| Leucactinia Rydb., 1915                                | 1 sp. (L. bracteata Rydb.)            | Messico (nord-est)                                                        |
| Nicolletia A. Gray, 1845                               | 3 spp.                                | USA (sud ovest) e Messico (nord ovest)                                    |
| Pectis L., 1759                                        | circa 85 spp.                         | America (tropicale e subtropicale)                                        |
| Porophyllum Adans., 1754                               | 30 spp.                               | America (tropicale e subtropicale)                                        |
| Schizotrichia Benth. & Hook. f., 1873                  | circa 2 spp.                          | Perù                                                                      |
| Strotheria B.L. Turner, 1972                           | 1 sp. (S. gypsophila B.L. Turner)     | Messico (nord-est)                                                        |
| Tagetes L., 1753                                       | circa 50 spp.                         | America (tropicale e subtropicale), alcune specie anche nel Vecchio Mondo |
| Thymophylla Lag., 1816                                 | circa 18 spp.                         | USA (sud-ovest), Messico e Argentina                                      |
| Urbinella Greenm., 1903                                | 1 sp. (U. palmeri Greenm.)            | Messico (nord-ovest)                                                      |

### Chiave per i generi
Per meglio comprendere ed individuare i vari generi della sottotribù l'elenco seguente utilizza il sistema delle chiavi analitiche:

- Gruppo 1A: l'habitus delle piante è arrampicante o tipo vigneto; i generi sono endemici di Cuba;

genere Lescaillea: le foglie sono ridotte a minute scaglie, prive di ghiandole; i capolini sono del tipo discoide.
genere Harnackia: le foglie sono doppiamente trilobate; i lobi sono ghiandolosi; i capolini sono del tipo radiato.
- Gruppo 1B: l'habitus delle piante è erbaceo perenne o annuale; i fusti sono eretti o simili a arbusti nerboruti, ma mai arrampicanti; i generi sono endemici dell'America, solo alcune specie sono endemiche di Cuba;

- Gruppo 2A: gli stigmi sono eretti, minuti e arrotondati e ricoperti densamente da papille nella parte distale per 1/2  - 2/3 dello stilo;

genere Pectis.
- Gruppo 2B: gli stigmi sono sporgenti o arcuati e raramente sono papillosi al di sotto della biforcazione;

- Gruppo 3A: i capolini contengono 4 - 5 fiori del disco;

genere Strotheria.
- Gruppo 3B: i capolini contengono più di 5 fiori del disco;

- Gruppo 4A: le corolle dei fiori del raggio sono bianche o rosa, raramente sono bianche con la base gialla;

- Gruppo 5A: il ciclo biologico delle piante è perenne con radici rizomatose; le foglie sono strettamente raggruppate e formano una struttura simile ad una sciolta rosetta; i capolini sono solitari su lunghi peduncoli di tipo scaposo; la distribuzione di queste piante è relativa al nord-est del Messico;

genere Leucactinia.
- Gruppo 5B: il ciclo biologico delle piante è annuale; le foglie sono ben distribuite lungo il caule e non formano rosette; i capolini sono raccolti su cime tipo pannocchia aperta (raramente sono solitari);  la distribuzione di queste piante è relativa al sud-ovest degli USA e nord-ovest del Messico;

- Gruppo 6A: il pappo è formato da numerose setole talvolta connate alla base;

genere Thymophylla.
- Gruppo 6B: il pappo è formato da scaglie intere o pennate;

genere Nicolletia: gli stigmi sono lunghi, acuminati e con appendici ben sviluppate, cilindriche, e lunghe quasi come le superfici stigmatiche; il pappo è formato da scaglie pennate lunghe come le corolle dei fiori del disco.
genere Urbinella: gli stigmi sono corti, anche le appendici sono corte con forma da acuta a deltata; il pappo è composto da 5 - 6 scaglie obovate molto più corte del tubo della corolla dei fiori del disco.
- Gruppo 4B: le corolle dei fiori del raggio sono gialle, giallo-verdastre, arancio, rosse, se sono bianche allora le squame dell'involucro sono connate;

- Gruppo 7A: l'habitus delle piante è acquatico con fusti fistolosi;

genere Hydropectis.
- Gruppo 7B:  l'habitus delle piante non è acquatico; se si trovano in aree paludose, allora i fusti non sono fistolosi; se le piante si trovano lungo i fiumi allora possono essere debolmente fistolose e le corolle dei fiori del raggio sono prominenti e colorate di arancio;

- Gruppo 8A: il ricettacolo è provvisto di scaglie o setole (queste sono lunghe quanto l'achenio);

genere Comaclinium.
- Gruppo 8B: il ricettacolo è privo di scaglie o setole, se queste ultime sono presenti sono minute e molto più corte dell'achenio;

- Gruppo 9A: le squame dell'involucro non sono connate;

- Gruppo 10A: la base dell'involucro è provvista di 5 - 8 brattee (formano un calice) a consistenza erbacea (non scariosa), normalmente sono strette alle squame dell'involucro ma riflesse;

genere Dyssodia: l'habitus delle piante è di tipo erbaceo annuale o perenne; la distribuzione delle piante è relativa al Nord America.
genere Schizotrichia: l'habitus delle piante è di tipo arbustivo; la distribuzione delle piante è relativa alle Ande del Perù.
- Gruppo 10B: il calice è assente o ridotto ad una brattea; talvolta le squame sono disposte su poche serie e quelle più esterne terminano con delle pustule rigonfie.

- Gruppo 11A: il ciclo biologico delle piante è annuale;

genere Boeberastrum.
- Gruppo 11B:  l'habitus delle piante è di tipo arbustivo;

genere Bajacalia: le squame sono disposte su 1 - 3 serie, la parte terminale delle squame esterne consiste in un ingrossamento pustoloso; la distribuzione delle piante è relativa alle Baja California e Messico.
genere Chrysactinia: le squame sono disposte su una serie e sono ricoperte da ghiandole pellucide non ingrossate; la distribuzione delle piante è relativa al Messico e agli USA (sud-ovest) e non alla Baja California.
- Gruppo 9B: le squame dell'involucro (o le serie più interne) sono da parzialmente a quasi completamente connate;

- Gruppo 12A: le squame sono disposte su 4 - 5 serie con un calice alla base dell'involucro formato da alcune brattee acute; le squame delle serie più interne sono connate alla base;

genere Boeberoides.
- Gruppo 12B:  le squame sono disposte su una serie e sono variamente connate; il calice se presente è formato da brattee con apici setolosi;

- Gruppo 13A: il calice alla base dell'involucro è formato da 5 o più brattee setolose, in alcune specie sono lunghe come le squame dell'involucro;

genere Dysodiopsis: la lamina delle foglie ha una forma lineare; gli apici degli stigmi sono deltati con appendici strettamente cilindriche.
genere Adenophyllum: la forma della lamina delle foglie è lanceolata o variamente composta; gli apici degli stigmi sono allungati, acuminati o subulati, se sono a forma deltata allora le appendici non sono cilindriche.
- Gruppo 13B: l'involucro è privo di calice basale (raramente questo è formato da 1 - 3 brattee);

- Gruppo 14A: i capolini sono di tipo discoide;

genere Porophyllum: il pappo è formato da setole multiple.
genere Thymophylla: il pappo è formato da 5 scaglie alternate a 5 setole.
- Gruppo 14B: i capolini sono di tipo radiato;

- Gruppo 15A: i capolini sono solitari e sottesi da fogliame, se il fogliame non è presente allora sono presente delle erbe densamente pubescenti e lanose; la disposizione delle foglie è opposta nella parte bassa e alternata sopra; i capolini hanno un calice formato da 1 - 3 brattee;

genere Thymophylla.
- Gruppo 15B: i capolini sono raccolti in cime tipo pannocchia o corimbose, raramente sono solitari e mai sono presenti delle erbe densamente pubescenti; le foglie lungo il fusto sono disposte in modo opposto; l'involucro è privo di calice;

genere Gymnolaena: il pappo è formato da scaglie sezionate in più setole.
genere Tagetes: il pappo è formato da poche scaglie con apici da acuti a acuminati e non sono sezionate.

### Sinonimi
L'entità di questa voce ha avuto nel tempo diverse nomenclature. L'elenco seguente indica alcuni tra i sinonimi più frequenti:
- Tagetinae Less., 1831

## Alcune specie

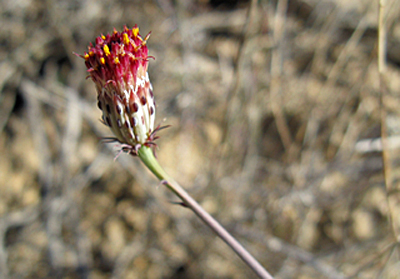
Adenophyllum porophylloides
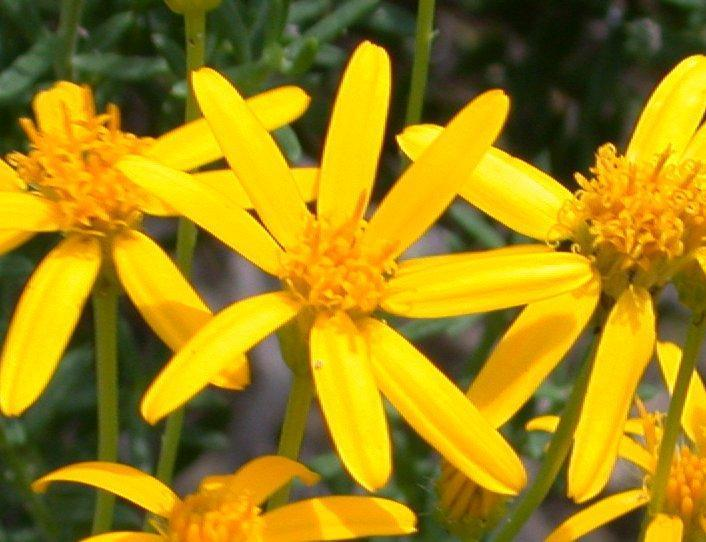
Chrysactinia mexicana
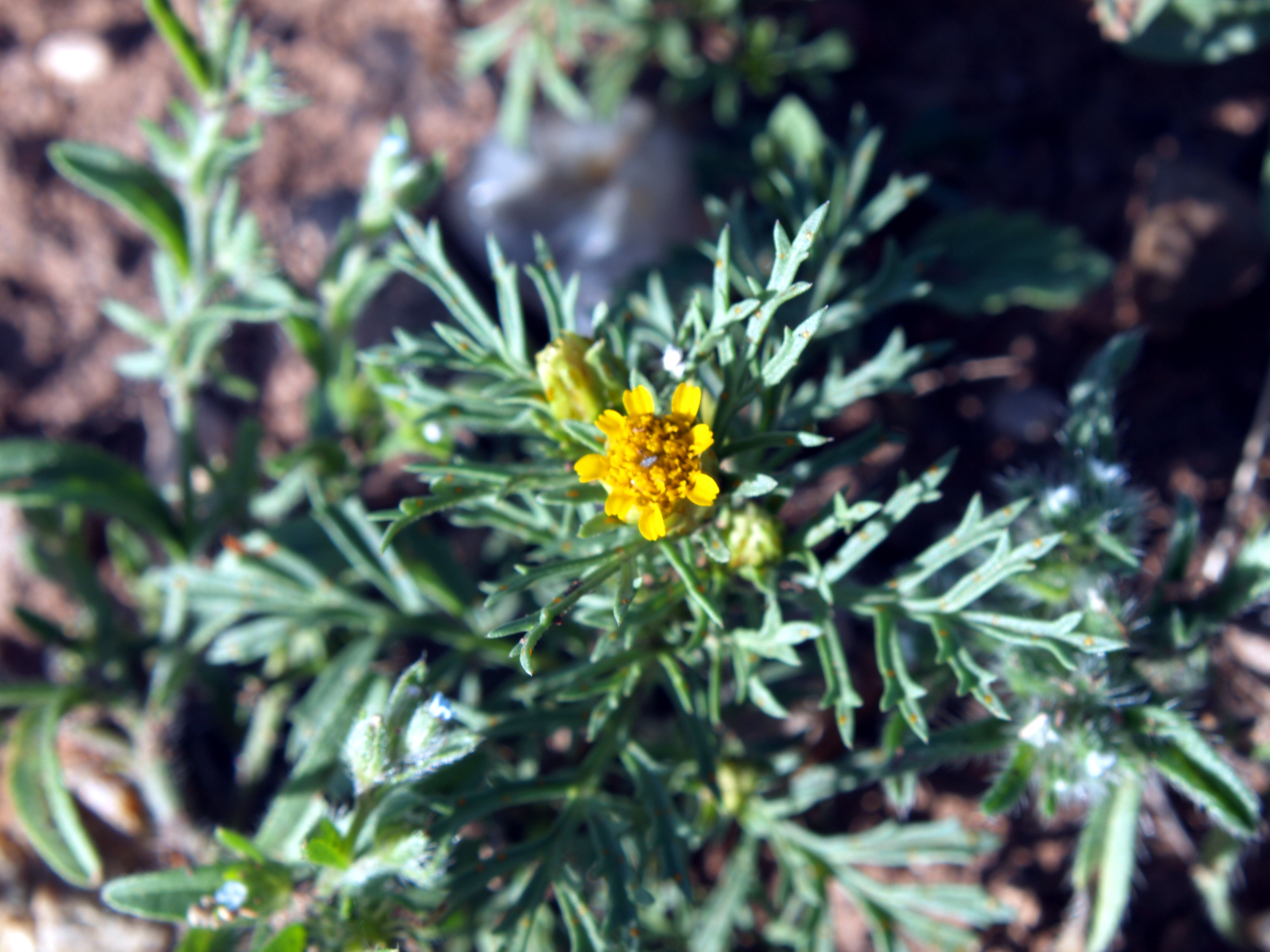
Dyssodia papposa
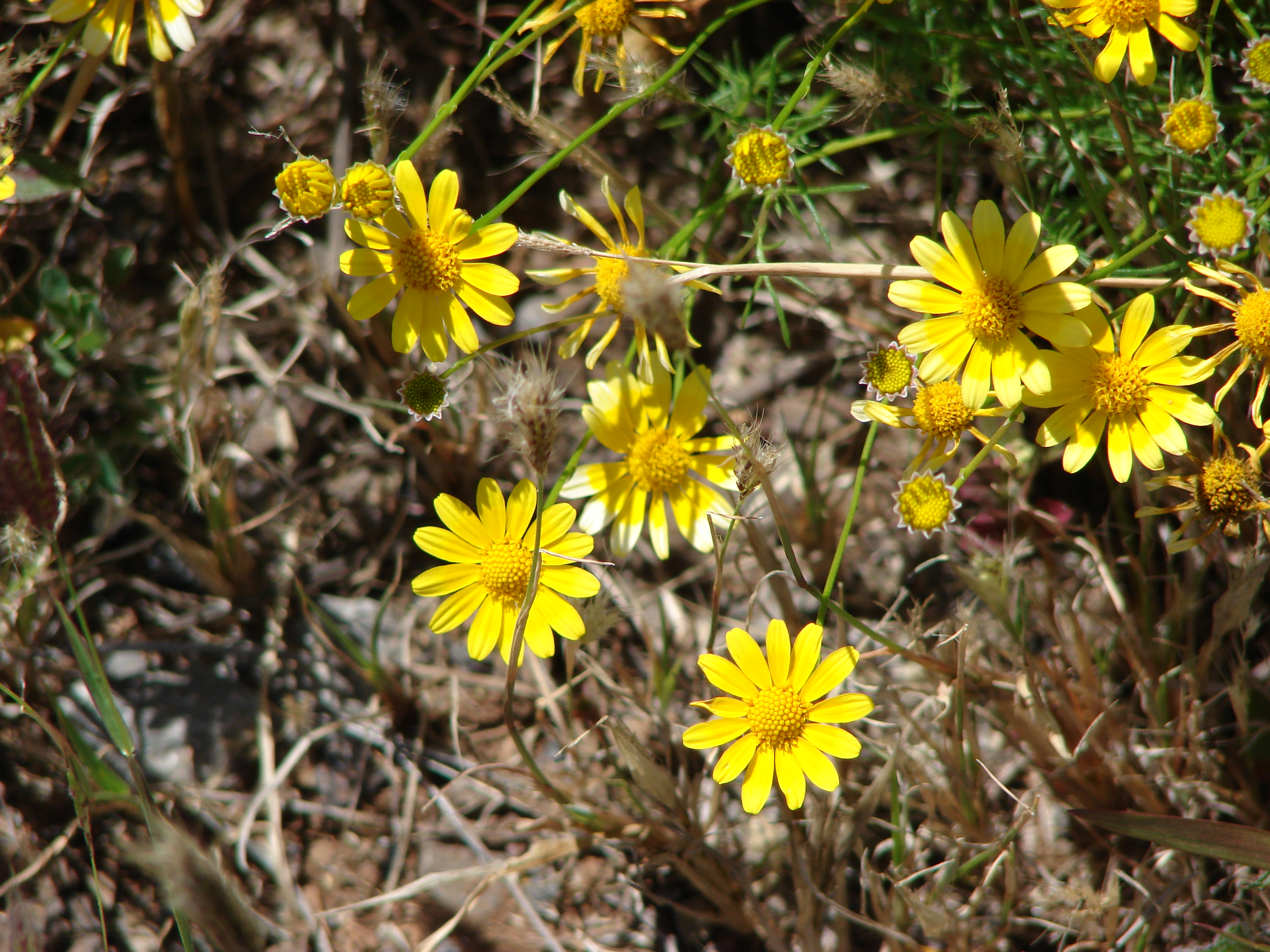
Dyssodia tenuiloba
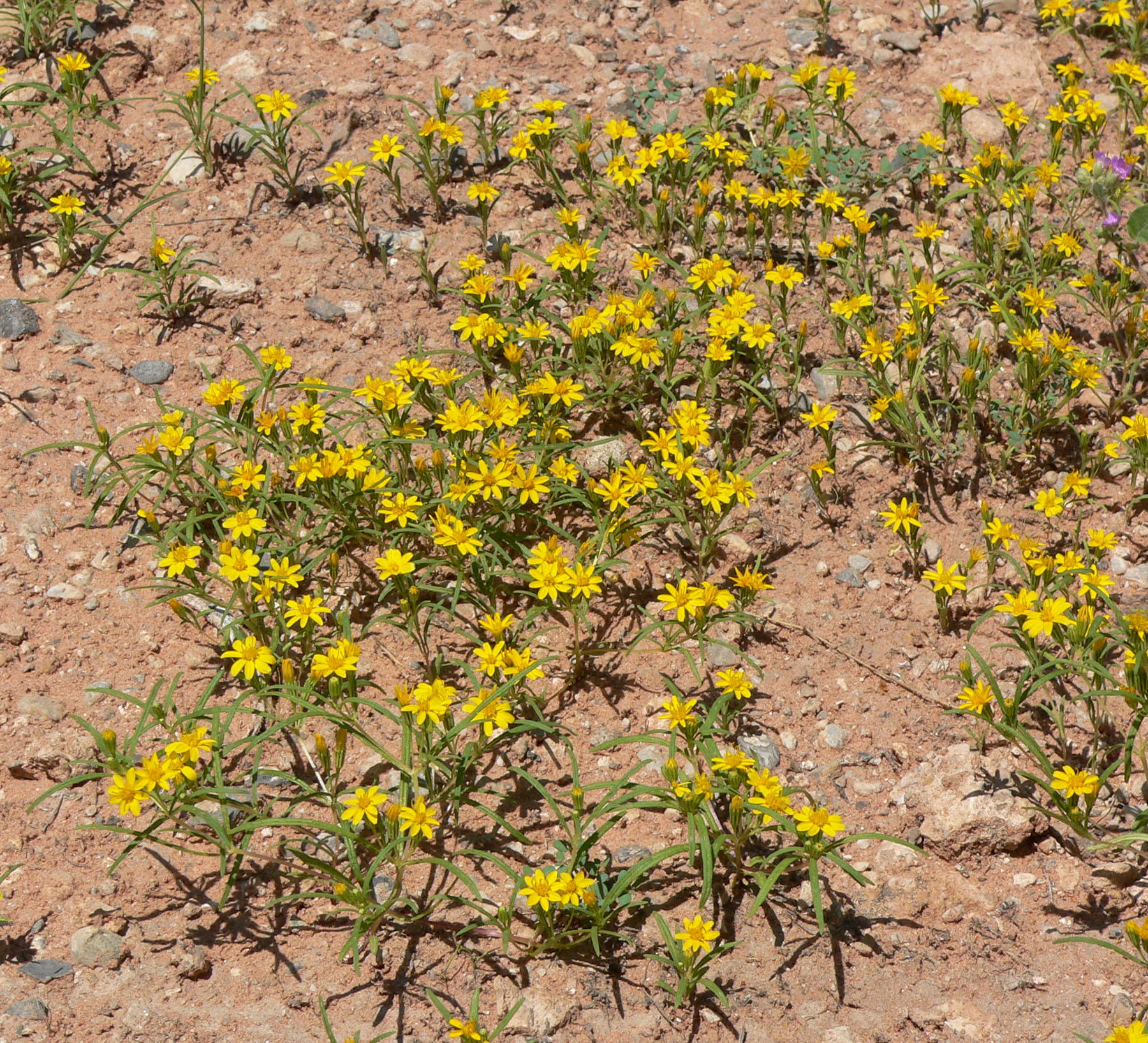
Pectis papposa
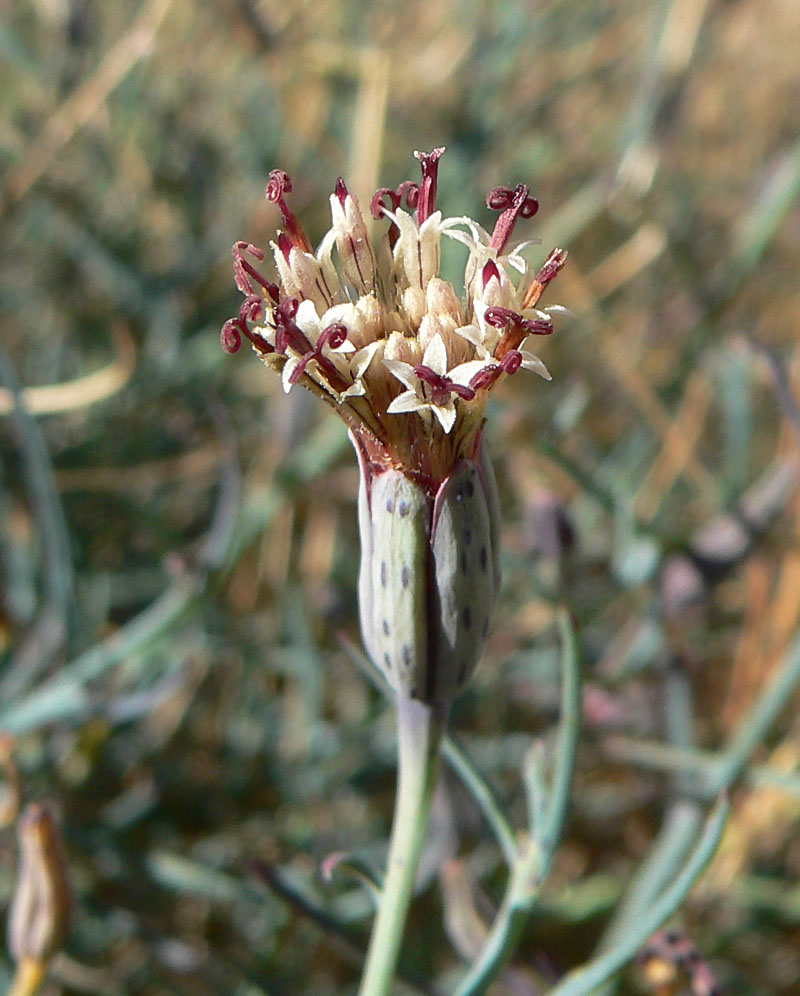
Porophyllum gracile
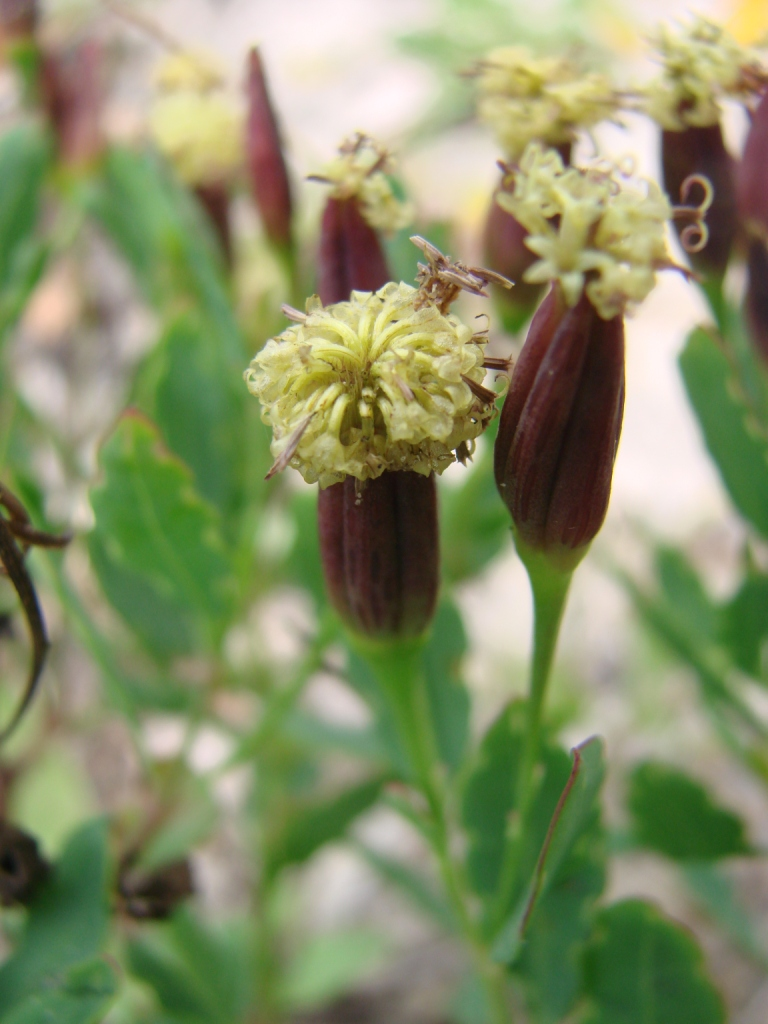
Porophyllum ruderale
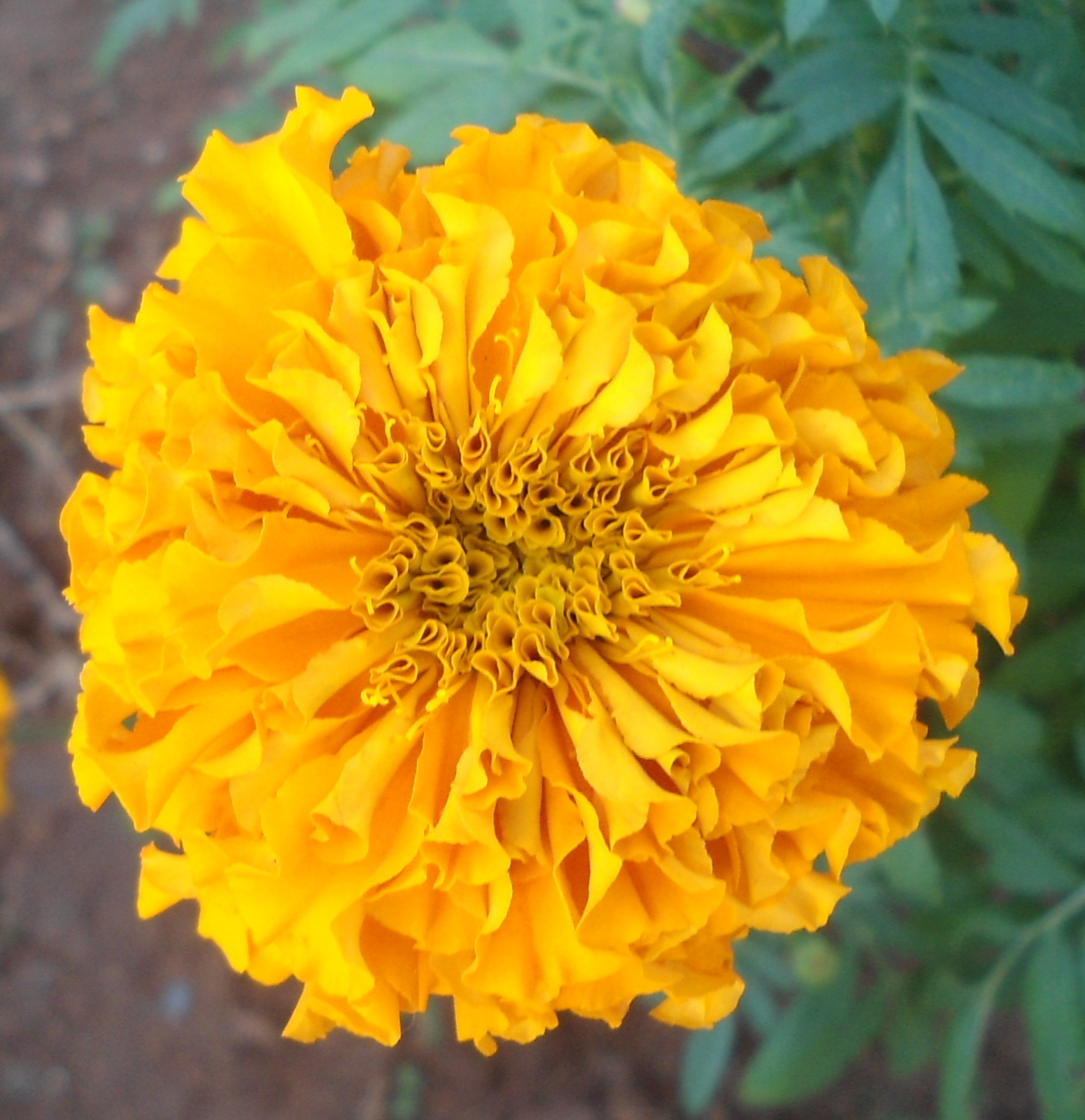
Tagetes erecta
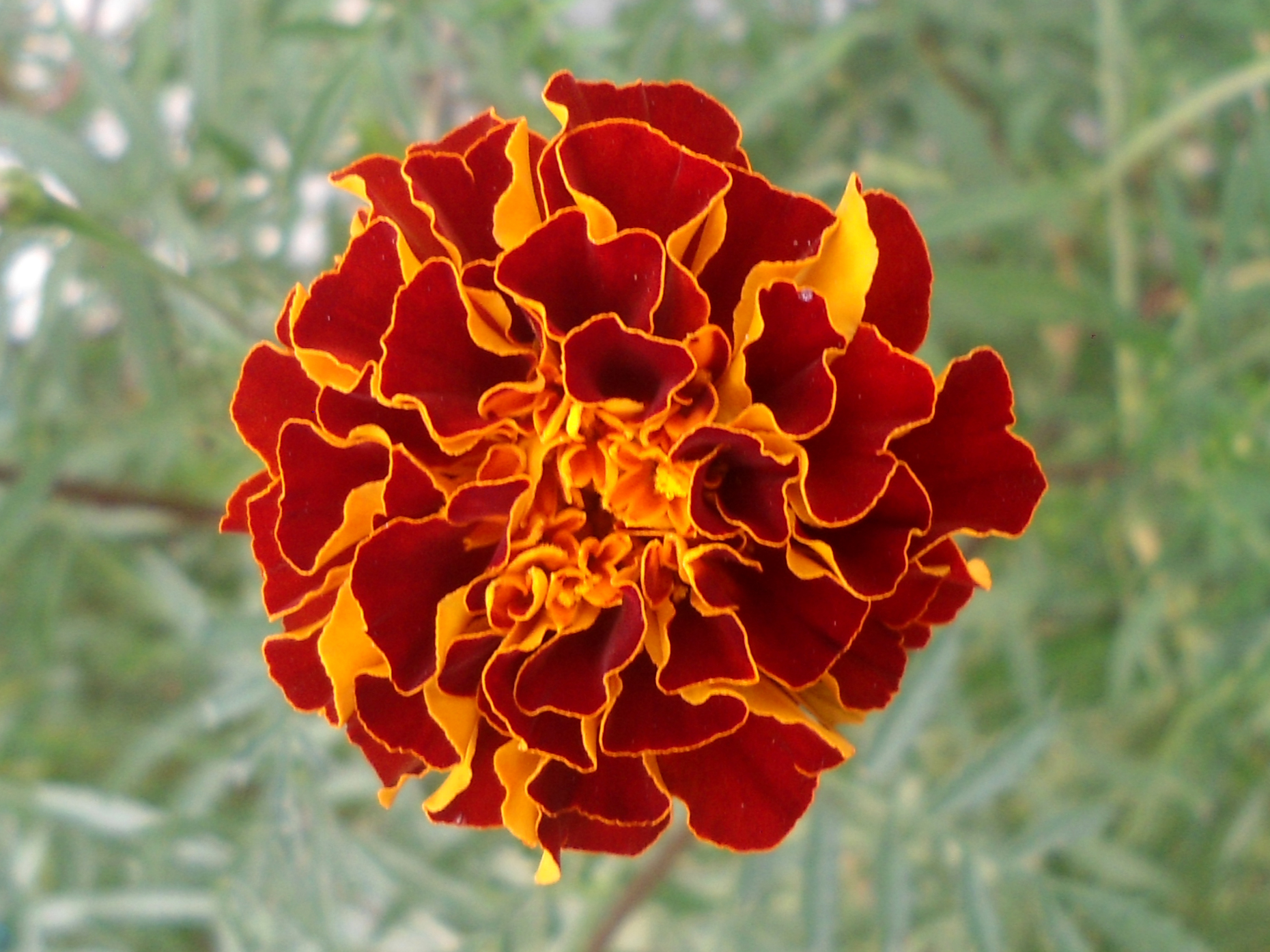
Tagetes patula
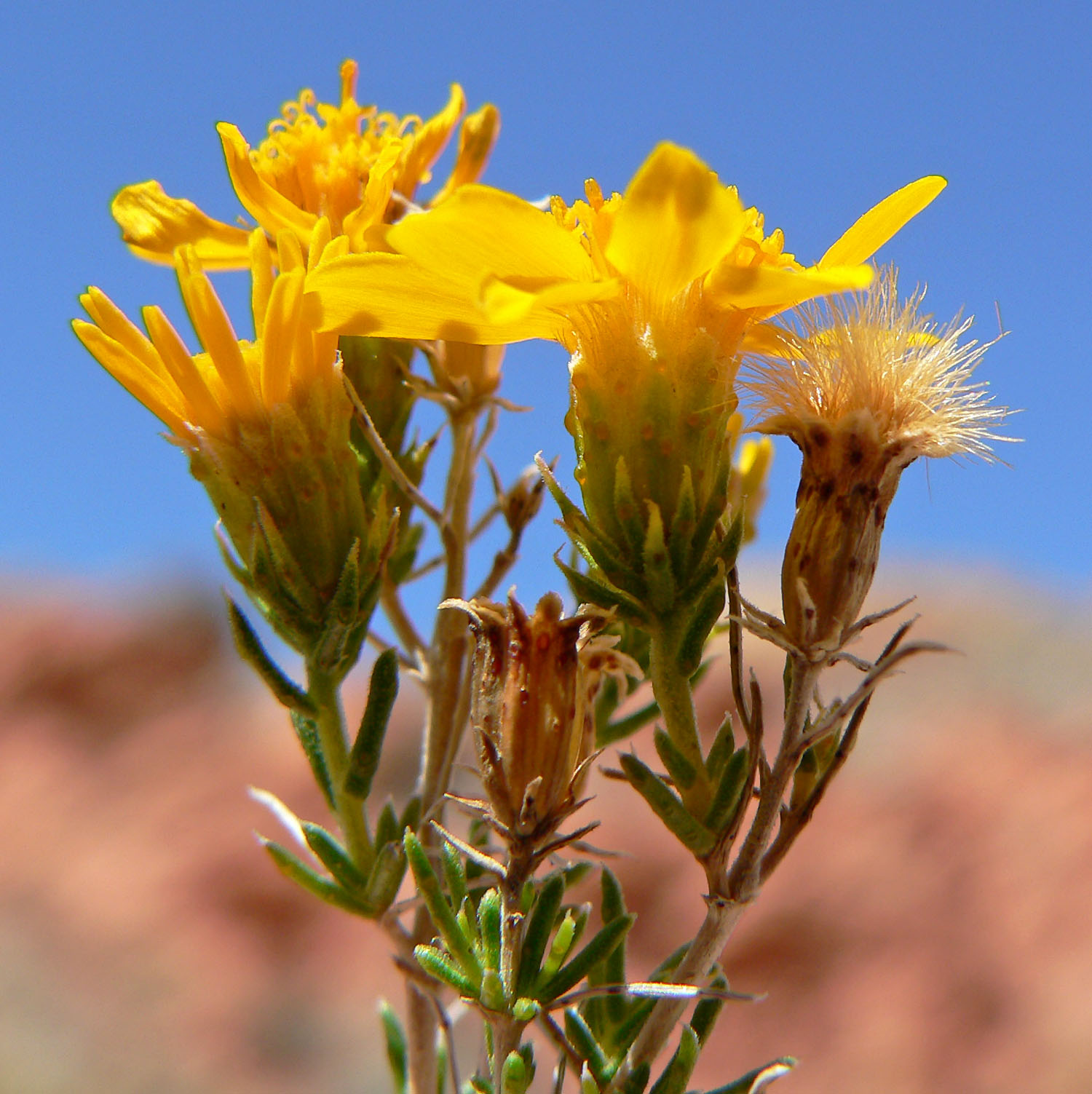
Thymophylla acerosa
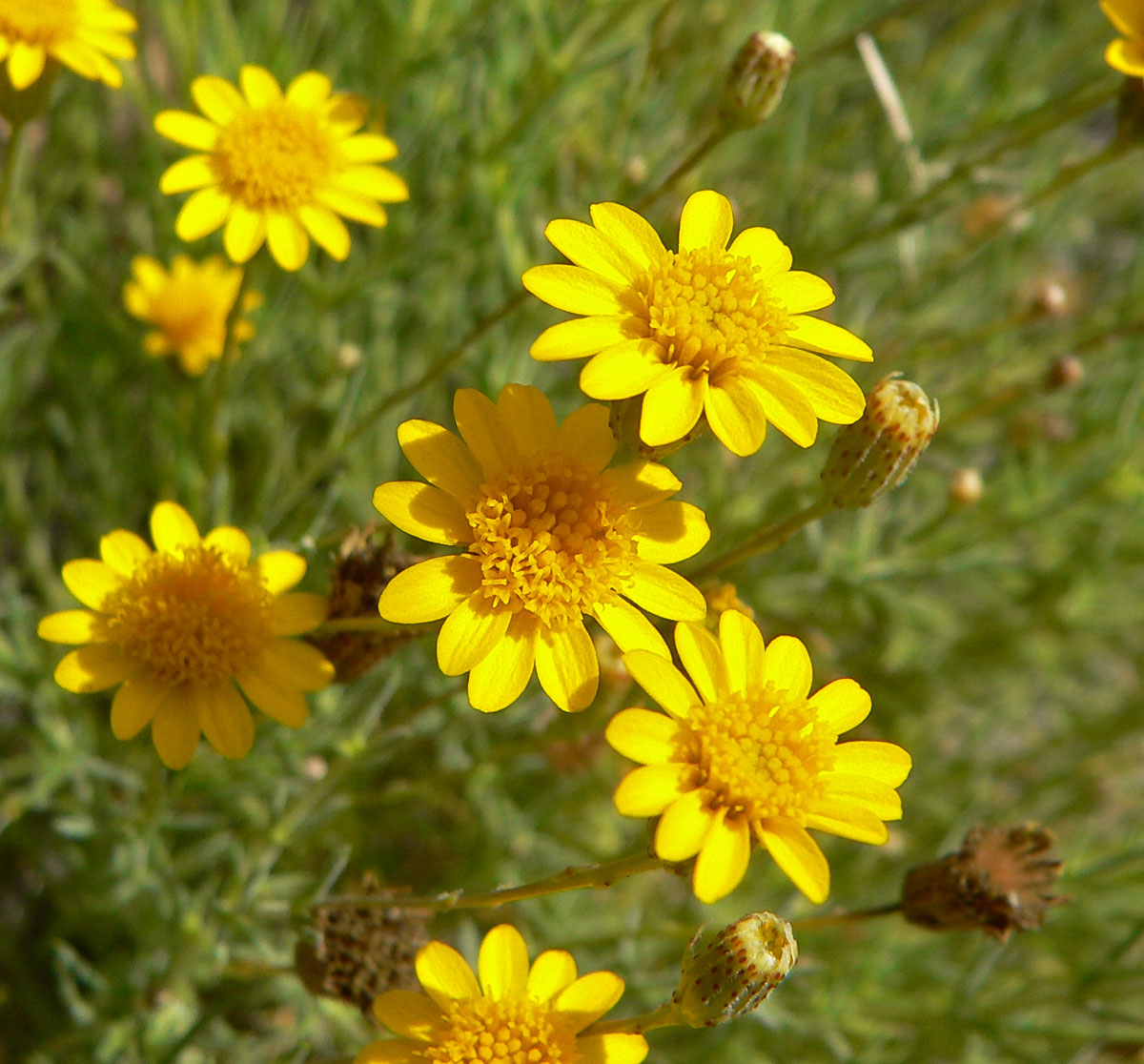
Thymophylla pentachaeta